# 弥勒株式会社

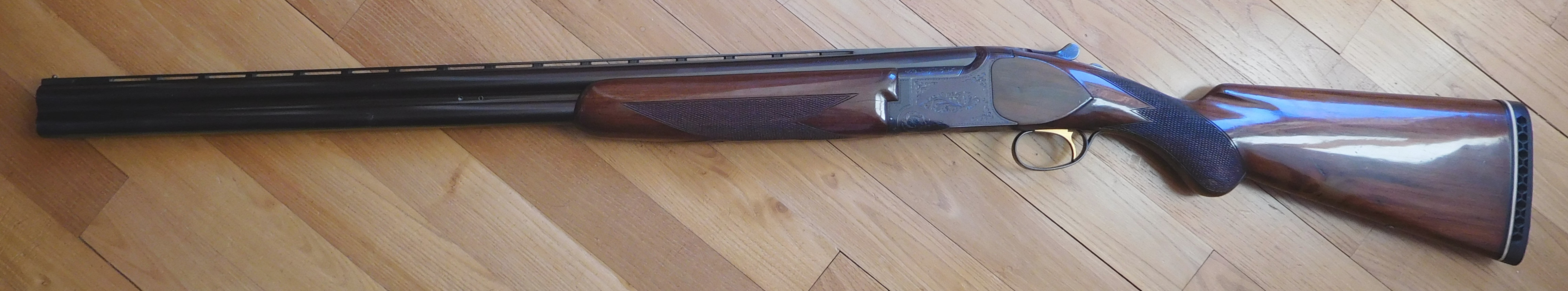
Miroku Model 3700.

弥勒株式会社（日语：株式会社ミロク）（OSE: 7983）是总部位于日本高知县南国市的枪械制造商，为勃朗宁生产霰弹枪并替温彻斯特代工生产步枪。这些产品在欧洲市场经常会换用弥勒和勃朗宁的品牌进行销售。
在1960到1980年代之间，弥勒株式会社还生产过几款手枪，但是销售面并不大。最常见的是.38 Special口径的“Liberty Chief”左轮手枪。弥勒还以“ML22”的名号短期生产过勃朗宁BL22杆动步枪，因为其低价格和高弹仓容量（15发）在澳大利亚猎兔群体中十分受欢迎。同时，弥勒还通过勃朗宁和Olin Corporation的生产许可为温彻斯特生产著名的杆动步枪和单发步枪。